# 布埃 (大西洋卢瓦尔省)
布埃（法語：Bouée，法語發音：[bwe] ⓘ）是法国大西洋卢瓦尔省的一个市镇，位于该省中西部，卢瓦尔河右岸，属于圣纳泽尔区。

## 地理
布埃（47°19'15"N, 1°54'36"W）面积21.29 平方千米，位于法国卢瓦尔河地区大区大西洋卢瓦尔省，该省份为法国西北部沿海省份，位于布列塔尼半岛东南部，北起伊勒-维莱讷省，西北接莫尔比昂省，西临大西洋，南至旺代省，东临曼恩-卢瓦尔省。
与布埃接壤的市镇（或旧市镇、城区）包括：萨沃奈、科尔德迈、弗罗赛、卢瓦尔河畔拉沃、马尔维尔、勒佩勒兰。

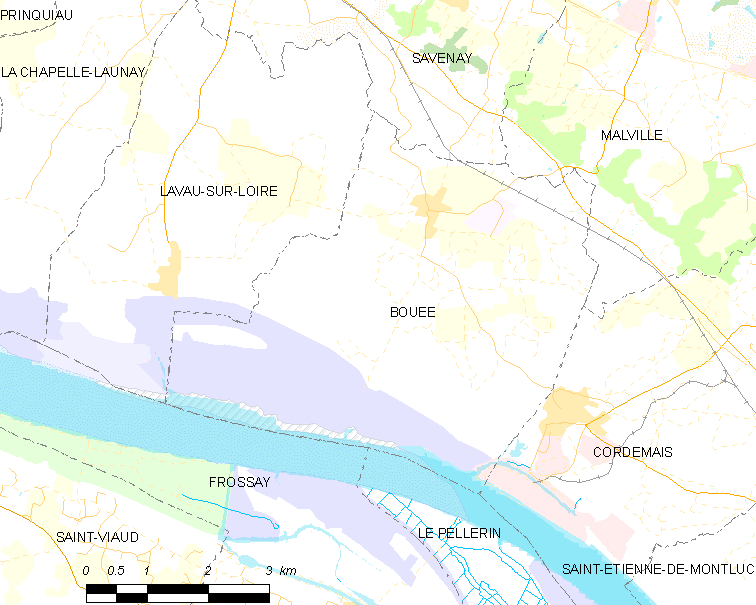
的OSM定位图

布埃的时区为UTC+01:00、UTC+02:00（夏令时）。

## 行政
布埃的邮政编码为44260，INSEE市镇编码为44019。

## 政治
布埃所属的省级选区为布兰县。

## 人口

1962-2008年间人口变化图示

布埃于2022年1月1日时的人口数量为1100人。